# Baboucarr Gaye (Fußballspieler)
Baboucarr Gaye (* 24. Februar 1998 in Bielefeld) ist ein deutsch-gambischer Fußballtorwart. Er steht bei Lokomotive Sofia unter Vertrag und ist gambischer Nationalspieler.

## Karriere

### Verein
Der Sohn einer Deutschen und eines Gambiers begann in seiner Geburtsstadt beim VfL Ummeln mit dem Fußballspielen und wechselte im Jahre 2007 zu Arminia Bielefeld, wo er sämtliche Jugendabteilungen durchlief. 2016 unterschrieb er seinen ersten Profivertrag. In der Folgezeit wurde Gaye sporadisch in der zweiten Mannschaft des Klubs eingesetzt. Aufgrund einer fehlenden Perspektive, den Sprung in den Profikader zu schaffen, wechselte er zu Beginn der Saison 2019/20  zur SG Wattenscheid 09. Im August 2019 meldete der Verein Insolvenz an und stellte Ende Oktober 2019 den Spielbetrieb ein. Nach acht Einsätzen in der Regionalliga West musste sich Gaye einen neuen Klub suchen. Im Januar 2020 wechselte er zur zweiten Mannschaft des VfB Stuttgart in die Regionalliga Südwest. Nachdem er im Verlauf der später aufgrund der COVID-19-Pandemie abgebrochenen Rückrunde ohne Ligaeinsatz geblieben war, wechselte Gaye im Juli 2020 zum Ligakonkurrenten TuS Rot-Weiß Koblenz, dessen Fußballabteilung am 1. Juli 2021 in den FC Rot-Weiß Koblenz ausgegliedert wurde. Im Sommer 2022 verließ er den Verein und war seitdem vereinslos, bevor er im September 2022 einen Vertrag beim West-Regionalligisten SV Rödinghausen unterschrieb. Dort kam er jedoch nur in einer Pokalpartie gegen den RSV Meinerzhagen (1:2) sowie einmal in der Westfalenliga für die Reservemannschaft zum Einsatz. Schon am 4. Januar 2023 wurde der Torhüter dann vom bulgarischen Erstligisten Lokomotive Sofia verpflichtet.

### Nationalmannschaft
Sein Debüt in der gambischen A-Nationalmannschaft gab Gaye am 9. Oktober 2020 beim 1:0-Sieg im Freundschaftsspiel gegen die Republik Kongo. Anlässlich des Afrika-Cups 2022 wurde er von Nationaltrainer Tom Saintfiet in das gambische Aufgebot berufen. Beim Turnier in Kamerun kam er dann zu drei Einsätzen und schied mit der Mannschaft im Viertelfinale gegen den Gastgeber (0:2) aus.